# Ambró Ferenc
Ambró Ferenc (teljes nevén Ambró Ferenc Ignác) (? – Vác, 1792. november 21.) nyomdász és könyvkiadó.

## Életpályája
1770-ben Vácott nyomdát alapított. Főként olyan magyar nyelvű szépirodalmi műveket adott ki, amelyek széles olvasókört érdekelhettek. Halálát követően ebben a nyomdában nyomták 1794 és 1795 folyamán az Uránia című folyóiratot, amelyet Kármán József szerkesztett.